# Ayutla
Ayutla é um município da Guatemala do departamento de San Marcos.